# Star Trek Online
Star Trek Online, oft auch einfach STO abgekürzt, ist ein Massen-Mehrspieler-Online-Rollenspiel (engl. MMORPG), welches von Cryptic Studios entwickelt wurde. Das Spiel basiert auf der von Gene Roddenberry erschaffenen Serie Star Trek, wurde am 2. Februar 2010 veröffentlicht und ist das erste MMORPG im Star-Trek-Universum. Ab Januar 2012 wurde von pay-to-play (kaufen, um spielen zu können) auf das free-to-play-Modell umgestiegen. Ab März 2014 wurde das Spiel für Benutzer des MacOS zugänglich gemacht. Aufgrund von technischen Schwierigkeiten wurde die Unterstützung für Mac-OS im Februar 2016 eingestellt. Im September 2016 wurde das Spiel für die Nutzer der Playstation 4 und der Xbox One zugänglich gemacht.

## Handlung
Die Handlung des Hauptteils des Spiels findet im 25. Jahrhundert ab der Sternzeit 86088,58 in einer alternativen Zeitlinie zwischen den Jahren 2409 und 2411 statt, also 30 Jahre nach den Ereignissen von Star Trek: Nemesis. Der Spieler kann dabei zwischen sechs Startszenarien wählen: Kadett der Sternenflotte (2409 oder alternativ zur Zeit der originalen Serie oder von Star Trek Discovery), Offizier im klingonischen Reich, Bewohner eines romulanischen Kolonieplaneten oder Jem-Hadar-Soldat. Nach einem Einstiegstutorial, in dem Sternenflottenkadetten aus anderen Zeiten per Zeitreise im Jahr 2409 ankommen, sowie Romulaner und Jem Hadar eine Seite zwischen Föderation der Planeten und Klingonischem Reich wählen müssen, stehen mehrere Handlungsstränge offen, die sich mit Antagonisten der verschiedenen Serien wie zum Beispiel den Borg, Tholianern oder Breen auseinandersetzen, und die verschiedenen Quadranten der Galaxie erkunden. Die meisten Missionen sind dabei für alle Parteien gleich, da diese sich aufgrund der äußeren Bedrohungen zur Galaktischen Allianz zusammengeschlossen haben. Eine Auswirkung von Entscheidungen des Spielers auf spätere Missionen gibt es dabei nicht.

## Entwicklung
Ursprünglich wurde Star Trek Online von 2004 bis 2008 von Perpetual Entertainment entwickelt. Als das Unternehmen im Januar 2008 bankrottging, wurden die Lizenz für das Spiel und die bereits angefertigten Konzeptzeichnungen an Cryptic Studios weiterverkauft. Der ursprüngliche Quellcode blieb jedoch, genauso wie die Spiel-Engine, bei Perpetual Entertainment.
Am 28. Juli 2008 wurde die Entwicklung des Spiels offiziell von Cryptic Studios bestätigt. Neben einer Veröffentlichung als Windows-Version wurde auch schon die mögliche Veröffentlichung für Spielekonsolen erwähnt. Während der Konferenz in Las Vegas im August 2008 ließ Cryptic verlauten, dass es weder eine Linux- noch eine Mac-Version zur Veröffentlichung geben werde. Eine spätere Portierung sei jedoch möglich.
Als Veröffentlichungstermin wurde für Nordamerika der 2. Februar 2010 und für Europa der 5. Februar 2010 genannt. Für Vorbesteller sollten die Server jedoch schon am 29. Januar 2010 erreichbar sein.

### Konferenz in Las Vegas
Am 10. August 2008 wurde im Hilton-Hotel in Las Vegas eine Konferenz abgehalten. Dort veröffentlichten Leonard Nimoy – einer der Hauptdarsteller der ersten Star-Trek-Serie und weiterer Star-Trek-Filme – und die Leiter der Cryptic Studios die ersten Trailer. Neben verschiedenen Schiffen der Föderation und Klingonen waren auch die Borg zu sehen. Auch eine klingonische Entermannschaft auf einer Sternenflottenbrücke wurde gezeigt. Ein genaues Veröffentlichungsdatum wurde bei dieser Konferenz noch nicht verraten; man schränkte diesen Termin jedoch auf die nächsten drei Jahre ein.

### Betatests
Der geschlossene Betatest begann am 22. Oktober 2009. Cryptic Studios garantierte den Zugang zur Beta für diejenigen, die bereits für Champions Online ein 6-Monats-Abo oder ein Lifetime-Abo erworben hatten.
Cryptic gab am 19. November 2009 bekannt, dass der geschlossene Betatest beendet werde und vom 12. Januar bis zum 26. Januar 2010 der offene Betatest stattfinden soll.
Das sogenannte Head-Start-Programm begann um 19:00 Uhr des 29. Januars. Vorbesteller des Spiels konnten somit einige Tage vor der offiziellen Veröffentlichung mit dem Spielen beginnen.

### Der offizielle Start und dessen Probleme
Star Trek Online begann offiziell am 2. Februar 2010. Die erhältlichen Versionen im europäischen Raum waren die „Standard-Edition“, „Silber Edition“, „Gold Edition“ sowie die „Collectors Edition“ und die „Digital Deluxe Version“. Der Unterschied zwischen den Versionen bestand in dem mitgelieferten Packungsinhalt sowie Extras im Spiel. Der Start des Spiels war mit einigen Problemen behaftet; so kam es zu Lieferschwierigkeiten der teuersten Edition, der Collectors Edition.
Des Weiteren kam es zu Kritik auf Grund von Serverschwierigkeiten, die dazu führten, dass Spieler Probleme hatten, sich einzuloggen. Ein anderes Problem war, dass der Packungsinhalt nicht wie versprochen ausfiel: So befanden sich in den Packungen nur drei anstatt fünf „Probier-Seriennummern“.

#### Probleme mit der deutschen Version
Schon zu Beginn wurde die an zahlreichen Stellen nicht komplette deutsche Übersetzung kritisiert. Die Bildschirmtexte sind nur zu einem kleinen Teil richtig übersetzt, oft wechseln sie innerhalb von einzelnen Dialogen mit Nicht-Spieler-Charakteren (NPCs) zwischen Englisch und Deutsch.
Erstkontakt-Missionen und Serien-Missionen gestalten sich ohne die Übersetzung für Spieler ohne Englischkenntnisse ebenfalls schwierig, da manche Missionen bei der Auswahl einer falschen Antwort fehlschlagen. Laut offizieller Bekanntgabe ist ein nicht funktionierendes Tool die Ursache, warum die Übersetzer von Cryptic ihre Arbeit nicht zureichend verrichten können. Ein weiterer Kritikpunkt besteht in dem Umstand, dass die Belohnungen der einmalig spielbaren Inhalte manchmal entfernt werden, bevor dieser übersetzt ist. Dadurch werden deutsche Spieler vor die Wahl gestellt, den Inhalt entweder in Englisch zu absolvieren oder auf die Belohnung zu verzichten, falls der Spieler sich entscheidet, auf die Übersetzung zu warten. Diese Probleme haben sich mittlerweile (Stand Juli 2015) minimiert, sind aber immer noch in manchen Fällen vorhanden.

### Seit der Veröffentlichung
Die Serverkapazitäten wurden aufgestockt, sodass es fast keine Lags mehr gibt. Der Testserver „Tribble“ wurde in Betrieb genommen und der erste große Contentpatch „Staffel 1: Common Ground“ wurde am 25. März 2010 veröffentlicht.
Cryptic versucht als Spieleentwickler eine Politik der Offenheit, das heißt, sie kündigen Veränderungen direkt an, wenn sie in die Planungsphase kommen, und nicht erst, wie sonst allgemein üblich, wenn die Planungen abgeschlossen sind. Dafür gibt es auf der Hauptseite auch einen Kalender, dessen Inhalte ständig aktualisiert werden sollen.
Durch den Testserver Tribble und seit dem Test der Staffel 5 auch durch den neu geschaffenen Testserver Redshirt können sich die Spieler direkt an der Entwicklung des Spiels beteiligen. Und in den sogenannten „Engineering Reports“ informiert Cryptic die Spieler über die geplanten Veränderungen.
Im August 2011 kaufte der chinesische Publisher Perfect World Cryptic Studios vom bisherigen Publisher Atari und führte eine Umstellung auf ein Free-to-play-Konzept durch.
Seit dem 22. Mai 2013 kann der Spieler auf die Erweiterung Legacy of Romulus zugreifen und somit auch ab sofort und zum ersten Mal die Romulaner spielen.
Am 1. November 2013 wurde während eines Livestreams von Cryptic Studios bekannt gegeben, dass am 12. November 2013 sowohl die Erweiterung 'Staffel 8 – Die Sphäre' als auch eine Beta-Version des Spielclienten für Mac-Systeme erscheinen würde.
Am 2. April 2015 wurden viele Missionen in einer überarbeiteten Version veröffentlicht. Teilweise wurden mehrere Einzelmissionen zu einer einzigen zusammengefasst, manche Einzelmissionen wurden entfernt. Das Ziel dabei war es, die älteren Geschichten dieser Missionen besser an die fortlaufende Gesamtgeschichte anzupassen, die sich wie ein roter Faden durch das Spiel zieht. Um den Spielern diesen überarbeiteten Inhalt näherzubringen, wurde vom 2. April bis zum 21. Mai 2015 das Ereignis "Delta-Rekrutierung" veröffentlicht. In diesem konnte man mit einem neu erstellten Charakter das gesamte Spiel und seine erneuerte Geschichte noch einmal von Grund auf durchspielen und zusätzliche, spezielle Eigenschaften und Gegenstände erarbeiten.
Am 27. Oktober 2015 veröffentlichte Cryptic Studios die 11. Staffel "New Dawn" (Neuanfang), welche neben einigen neuen Episoden auch den Abschluss des Haupt-Handlungsstranges beinhalten wird, der während der ersten fünf Jahre seit der Spiel-Veröffentlichung erzählt wurde. Zudem wird ein neuer Haupt-Handlungsstrang in die nachfolgenden Staffeln eingeführt, der ebenfalls auf mehrere Jahre ausgelegt sein wird sowie einige neue Spielmechaniken wie dem "Admiralitätssystem". Dieses ermöglicht es, bereits erworbene Raumschiffe auf Sondermissionen zu schicken und daraus Materialien, Credits und ähnliches zu beziehen.
Am 4. Februar 2016 gab Perfect World Entertainment bekannt, den Support des Mac-Clienten aufgrund zahlreicher Probleme und damit verbundenen Qualitätseinbußen im Spiel ab dem 5. Februar 2016 einzustellen. Benutzer des Mac-Clienten wird empfohlen auf Windows umzusteigen oder eine entsprechende Windows-Laufzeitumgebung wie Wine zu benutzen, da ab "Frühling 2016" auf ein Zugriff auf das Spiel über den Mac-Clienten nicht mehr möglich ist.
Jährlich stattfindende Ereignisse, welche stets in einer humoristischeren Weise daherkommen, sind unter anderem das "Lohlunat-Festival" auf dem Vergnügungsplaneten Risa in den frühen Sommermonaten sowie das vom Wesen Q erschaffene "Winterwunderland" in den frühen Wintermonaten. In diesen können durch verschiedene Minigames und Aufgaben ebenfalls Raumschiffe und Spezialgegenstände erspielt werden.
Zudem veranstaltet Crytic Studios jährlich im Februar spezielle Ereignisse zum Geburtstag des Spiels, welche meist mit der Veröffentlichung von neuen Spieleinhalten und Gewinnmöglichkeiten von Ausrüstungsgegenständen oder Raumschiffen verknüpft sind.

### Spielbare Fraktionen
Zu Beginn wählt man die Fraktion und Spezies sowie Geschlecht des Spielercharakters. Man kann sich hierbei zwischen der Vereinigten Föderation der Planeten/Sternenflotte und dem Klingonischen Imperium entscheiden, die sich zu Beginn des Spieles miteinander im Kriegszustand befinden. Als 3. Fraktion ist es ebenso möglich der Romulanischen Republik beizutreten, einem Break-away-Staat der aus den Trümmern des Romulanischen Sternenimperiums entstanden ist und sich dem Aufbau von Neu-Romulus zu widmen, wobei dann im weiteren Spielverlauf entweder die Seite der Föderation oder die der Klingonen als Alliierte zu wählen ist. Seit Juni 2018 ist es zudem möglich, sich als 4. Fraktion dem Dominion anzuschließen, wobei auch hier im Verlauf eine Seite als Alliierte auszuwählen ist. Je nach Fraktionszugehörigkeit variiert der Ablauf der einzelnen Missionen etwas, bzw. sind einige ausgetauscht, bzw. ist die Reihenfolge verändert.

### Staffel-Veröffentlichungen im Überblick
- Staffel 1: Gemeinsamkeit (25. März 2010)
- Staffel 2: Alte Feinde (27. Juli 2010)
- Staffel 3: Genesis (9. Dezember 2010)
- Staffel 4: Kreuzfeuer (7. Juli 2011)
- Staffel 5: Zu den Waffen (1. Dezember 2011)
- Staffel 6: Ausnahmezustand (12. Juli 2012)
- Staffel 7: Neu Romulus (13. November 2012)
- Erweiterung: Legacy of Romulus (12. Mai 2013)
- Staffel 8: 'Die Sphäre' (12. November 2013)
- Staffel 8.5: 'Ein Schritt zwischen den Sternen' (30. Januar 2014)
- Staffel 9: 'Ein neues Abkommen' (22. April 2014)
- Staffel 9.5 Forschung und Entwicklung (17. Juli 2014)
- Erweiterung: 'Delta Rising' (14. Oktober 2014)
- Staffel 10: 'Der Iconianische Krieg' (21. April 2015)
- Staffel 10.5: 'Zerbrochener Zirkel' (16. Juli 2015)
- Staffel 11: 'Neuanfang' (27. Oktober 2015)
- Erweiterung: 'Agents of Yesterday' (6. Juli 2016)
- Staffel 12: 'Reckoning' (26. Januar 2017)
- Staffel 13: 'Escalation' (25. April 2017)
- Staffel 14: 'Emergence' (3. Oktober 2017)
- Erweiterung: "Victory is life" (5. Juni 2018)
- Staffel 15: Age of Discovery (9. Oktober 2018)
- Staffel 16: Mirror of Discovery (23. Januar 2019)
- Staffel 17: Rise of Discovery (14. Mai 2019)
- Staffel 18: Awakening (10. September 2019)
- Staffel 19: Legacy (28. Januar 2020)
- Staffel 20: House Divided (30. Juni 2020)
- Staffel 21: House Shattered (6. Oktober 2020)
- Staffel 22: House Reborn (26. Januar 2021)
- Staffel 23: House United (25. Mai 2021)
- Staffel 24: Reflections (14. September 2021)
- Staffel 25: Shadow's Advance (25. Januar 2022)

Für PlayStation 4 und Xbox One erscheinen die neuen Staffeln ein paar Wochen später als auf der PC-Version des Spiels.

## Mitwirkende Star-Trek-Charaktere
Im Intro und in den diversen Sektorbeschreibungen des Alpha- und Beta-Quadranten ist die Stimme von Leonard Nimoy, auch bekannt als Spock, im Original zu hören. Mit Staffel 8.5 erhielt Spock auch einen Charakter im Spiel.
Michael Dorn, bekannt als Lieutenant Worf aus der Star Trek Serie Raumschiff Enterprise – Das nächste Jahrhundert, bringt sich zum Release der 8. Staffel „Die Sphäre“ am 9. Dezember 2013 ein und übernimmt die Rolle des Botschafters Worf.
Mit dem Release der Staffel 8.5 am 30. Januar 2014 wurde die Mission „Ein Schritt zwischen den Sternen“ eingeführt. Hierfür trat Tim Russ als „Admiral“ Tuvok, bekannt als Commander Tuvok aus der Serie Star Trek: Raumschiff Voyager ins Geschehen.
Ebenfalls mit integriert wurden die Charaktere Harry Kim alias Garrett Wang, Seven of Nine alias Jeri Ryan, das Medizinisch-holographische Notfallprogramm (MHN) gespielt von Robert Picardo und den Talaxianer Neelix verkörpert vom Schauspieler Ethan Phillips.
Einzug in die Welt von Star Trek Online fanden sie mit der Einführung der zweiten Erweiterung 'Delta Rising' am 14. Oktober 2014.
Zum Start der 10. Staffel am 21. April 2015 konnten die Schauspieler Robert Duncan McNeill in seiner Rolle des Tom Paris und Schauspielerin Lisa LoCicero als dessen Tochter Miral Paris aus der Star Trek: Raumschiff Voyager-Folge "Endspiel" hinzugewonnen werden. Ebenfalls in dieser Staffel verkörpert Aron Eisenberg sein aus Star Trek: Deep Space Nine bekanntes Alter Ego Nog.
Auch Kim Rhodes als Jhet'leya, Denise Crosby als Tasha Yar und Kaiserin Sela sowie Chase Masterson als Leeta-Hologramm sind im Spiel mit ihrem Originalcharakter und Stimme vorhanden. Seit Oktober 2015 hat Masterson zudem eine größere Rolle im Spiel eingenommen und spricht in einigen Missionen ihren aus Deep Space Nine bekannten Charakter Leeta aus Sicht einer alternativen Realität, Admiral Leeta aus dem Spiegeluniversum.
Eine Ausnahme ist Zachary Quinto, der seit Star Trek (2009) die Rolle des Spock in den Kinofilmen spielt. Dieser lieh im Tutorial dem Medizinisch-holografischen Notfallprogramm seine Stimme.
Zum Start der 11. Staffel im Oktober 2015 schlüpft die Schauspielerin Kipleigh Brown, bekannt als Jane Taylor aus der Folge "Die Vergessenen" der Serie Star Trek: Enterprise, ebenfalls in eine neue Rolle. Sie verkörpert in Star Trek Online die lukarische Administratorin Kuumaarke.
Für die neue Erweiterung "Victory is life" zum 25. Jahres-Jubiläum der Serie Star Trek: Deep Space Nine wurden erneut viele Schauspieler der ursprünglichen Serie für Sprechrollen gecastet: So sind u. a. Jeffrey Combs als Weyoun/Brunt, René Auberjonois als Odo, Alexander Siddig als Dr. Julian Bashir, Armin Shimerman als Quark, Max Grodénchik als Rom und Nana Visitor als Kai Kira Nerys wieder in ihren alten Rollen zu hören bzw. zu sehen und interagieren mit den Spielern.

## Gedenktafeln
Seit dem Tod des Schauspielers Leonard Nimoy im März 2015 finden sich an bestimmten Treffpunkten im Spiel Gedenktafeln, die teilweise mit kurzen Texten an verstorbene Schauspieler, Produzenten und andere Mitwirkende aus der Produktion von Star Trek erinnern. Unter anderem werden Gene Roddenberry, Majel Barrett oder auch der Komponist Jerry Goldsmith aufgeführt.
Zudem befindet sich seit 2013 auf der Karte der Sternenflotten-Akademie ein spezieller Gedenkstein, der dem Cryptic-Mitarbeiter Mark Valentine gewidmet ist, welcher im September 2013 an Krebs verstarb.

## Vertrieb unter Atari
Im Handel wurde das Spiel im Auftrag von Atari durch Namco Bandai vertrieben. Im klassischen Einzelhandel wurden drei Varianten angeboten: Eine Collector's Edition, eine Gold-Edition und eine Silber-Edition. Alle drei unterschieden sich im Grundspiel nicht voneinander, es gab nur unterschiedliche Extras bei den Versionen. Auch gab es schon zu Beginn die Möglichkeiten des direkten Downloads.
Wie bei anderen MMOs fiel auch bei Star Trek Online eine monatliche Gebühr an. Neben den Abos für 1, 3 und 6 Monate gab es während der Vorverkaufsphase noch ein 12-Monats-Abo und eine Lifetime Subscription, welche die Kosten für das Spiel über seine komplette Laufzeit abdeckt. Im Einzelhandel wurden auch noch Prepaid-Karten für 60 Tage verkauft.

## Free-to-play-Version
Die Free-to-play-Version von Star Trek Online bot eine alternative Abo-Variante. Für einen festgelegten Monatspreis erhielten die sogenannten Gold-Mitglieder beispielsweise ein größeres Inventar, mehr Charakterslots und zusätzliche Boni. Es gab auch die Möglichkeit, eine Life Time Membership (lebenslange Mitgliedschaft) zu erwerben. Das Abonnement wurde aber 2018 abgeschafft, die entsprechenden Boni lassen sich nur noch per Life Time Membership erhalten. Das Spiel finanziert sich im Übrigen ausschließlich aus Mikrotransaktionen.

## Kanonisierung
In der ersten Folge, der zweiten Staffel, der Serie Star Trek: Picard („Die Stargazer“), die am 3. März 2022 veröffentlicht wurde, waren vier Schiffe zu sehen, die ursprünglich für Star Trek Online entwickelt wurden und dort ihren ersten Auftritt hatten. Es handelte sich um ein Schiff der Gagarin-Klasse, ein Schiff der Reliant-Klasse, ein Schiff der Ross-Klasse und ein Schiff der Sutherland-Klasse. Damit wurden diese Schiffsklassen offiziell kanonisiert. In der dritten Staffel von Star Trek: Picard kommt es zu einer weiteren Übernahme aus dem Spiel. Die USS Enterprise, NCC-1701-F ein Schiff der Odyssey-Klasse ist in der Serie zu sehen.

## Zahlen und Fakten
Zum 5. Jahrestag Anfang 2015 wurde eine neue Infografik veröffentlicht, die die wichtigsten Zahlen und Fakten auflistet.
Laut dieser Grafik (Stand Januar 2015) sind rund 3,8 Millionen Captains (Charaktere) im Einsatz und 2,5 Millionen Accounts registriert.
- 421 spielbare Schiffe
- 14,3 Millionen Brückenoffiziere (Offiziere, die als NPC den eigenen Charakter in Bodenmissionen unterstützen)
- 107 Millionen Dienstoffiziere im Dienst (Offiziere, die für den Spieler Minimissionen abschließen und Rohstoffe besorgen)
- 25.040 aktive Flotten (Allianzen oder Gilden in STO)
- 88.480 von Spielern erstellte "Foundry-Missionen"
- 6 Millionen Tribbles in den Inventaren der Spieler

Zum 10. Jubiläum, Anfang 2020, wurde erneut eine Infografik veröffentlicht. Folgende Informationen waren unter anderem enthalten:
- 41 % der Spieler spielten das Spiel auf einem PC
- 33 % der Spieler spielten das Spiel auf einer PS4
- 26 % der Spieler spielten das Spiel auf einer XBOX-Konsole
- 615 spielbare Schiffe
- 29.741.561 Tribbles in den Inventaren der Spieler
- 183 spielbare Episoden
- 17 Star-Trek-Schauspieler hatten am Spiel mitgewirkt

## Auszeichnungen
Von MMORPG Center ausgezeichnet mit "Best Free MMORPG 2012"

## Roman
Unter dem Titel The Needs of the Many erschien bei Pocket Books eine von Michael A. Martin verfasste Romanversion der Spielhandlung. Sie ist noch nicht auf Deutsch erschienen.